# تپه ده‌گچی
تپه ده گچی مربوط به دوران‌های تاریخی پس از اسلام است و در شهرستان لامرد، بخش چاه‌ورز، روستای احشام واقع شده و این اثر در تاریخ ۲۴ تیر ۱۳۸۲ با شمارهٔ ثبت ۹۲۱۸ به‌عنوان یکی از آثار ملی ایران به ثبت رسیده است.